# Нигода
Нигода — согласно космологии джайнизма, сфера в которой существуют низшие формы жизни бесконечного числа и без надежды на самостоятельное существование.
Нигода — это также форма, которую принимает джива (живое существо), находясь в состоянии полной неразвитости. Писания джайнов описывают нигоду как полу-микроскопических существ, живущих в больших группах и имеющих очень короткую жизнь, и, считается что, они пронизывают каждую часть Вселенной. Нигода, в отличие от высшей обители, также расположен в верхней части Вселенной, где освобождённые души существуют в состоянии вечного блаженства. Согласно верованию джайнов, когда человек поднимается до этого состояния после смерти и достигает освобождения (мокша), другое существо из нигоды получает потенциал личного стремления и надежду для развития.